# Carlos Barbero
Carlos Barbero Cuesta (Burgos, 29 aprile 1991) è un ex ciclista su strada spagnolo. Attivo in formazioni UCI dal 2012 al 2022, vinse due edizioni del Circuito de Getxo.

## Palmarès
- 2013 (Orbea, una vittoria)

6ª tappa Ronde de l'Isard d'Ariège (Saint-Girons > Carla-Bayle)
- 2014 (Orbea, due vittorie)

Classifica generale Volta ao Alentejo
Circuito de Getxo
- 2015 (Caja Rural, cinque vittorie)

2ª tappa Vuelta a la Comunidad de Madrid (Madrid > Madrid)
Philadelphia International Championship
1ª tappa Tour de Beauce (Saint-Georges > Saint-Georges)
4ª tappa Tour de Beauce (Québec > Québec)
1ª tappa Vuelta a Burgos (Santo Domingo de Silos > Clunia)
- 2017 (Movistar, cinque vittorie)

Classifica generale Volta ao Alentejo
2ª tappa Vuelta a la Comunidad de Madrid (Valdemoro > Valdemoro)
3ª tappa Vuelta a Castilla y León (Ponferrada > León)
Circuito de Getxo
4ª tappa Vuelta a Burgos (Bodegas Nabal > Clunia)
- 2018 (Movistar, tre vittorie)

1ª tappa Vuelta a Castilla y León (Alba de Tormes > Salamanca)
3ª tappa Vuelta a la Comunidad de Madrid (Madrid > Madrid)
4ª tappa Vuelta a Burgos (San Pedro de Cardeña > Clunia)
- 2019 (Movistar Team, una vittoria)

1ª tappa Giro d'Austria (Grieskirchen > Freistadt)

### Altri successi
- 2013 (Orbea)

Classifica giovani Vuelta a Burgos
- 2014 (Euskadi)

Classifica a punti Volta ao Alentejo
- 2017 (Movistar)

Classifica a punti Volta ao Alentejo
1ª tappa Hammer Sportzone Limburg, cronosquadre
- 2018 (Movistar)

Classifica a punti Vuelta a Castilla y León
Classifica a punti Vuelta a la Comunidad de Madrid

## Piazzamenti

### Grandi Giri
- Tour de France

2021: 124º
- Vuelta a España

2015: 149º
2020: 107º

### Classiche monumento
- Milano-Sanremo

2017: 145º
2018: 57º
2019: 63º
- Giro delle Fiandre

2018: 65º
- Parigi-Roubaix

2018: ritirato
- Liegi-Bastogne-Liegi

2020: 107º

### Competizioni mondiali
- Campionati del mondo

Toscana 2013 - In linea Under-23: 83º
Doha 2016 - In linea Elite: ritirato

### Competizioni europee
- Campionati europei

Goes 2012 - In linea Junior: ritirato
Plumelec 2016 - In linea Elite: 63º
- Giochi europei

Baku 2015 - In linea Elite: 39°